# Khiêu vũ với tử thần
"Khiêu vũ với tử thần" (tiếng Anh: Dancing with Death) là thuật ngữ châm biếm mà phi công chiến đấu của Không quân Mỹ sử dụng để mô tả hành động né tránh khi đối mặt với tên lửa đất đối không (SAM) tiên tiến của Liên Xô trên bầu trời Việt Nam.

## Tổng quan
Ngay khi vừa mới bắt đầu chiến tranh Việt Nam, phi công Mỹ đã có toàn quyền trên không phận Việt Nam. Trong giai đoạn sơ khai, lực lượng phòng không Việt Nam được trang bị kém đã không thể bắn hạ nổi máy bay Mỹ ở độ cao bằng súng cổ điển từ thời Thế chiến thứ hai. Đến khi Bắc Việt đề nghị đồng minh chính là Liên Xô hỗ trợ thì ban đầu họ tỏ ra e ngại nhưng cuối cùng đã quyết định cung cấp hệ thống SAM S-75 Dvina (tên báo cáo SA-2 Guideline). Khoảng 1000 chuyên gia Liên Xô đã đặt chân đến Việt Nam vào tháng 4 năm 1965. Viện trợ quân sự khổng lồ và hào phóng của Liên Xô, bao gồm SAM, máy bay chiến đấu MiG và súng trường Kalashnikov, đã biến Việt Nam trở thành kỳ phùng địch thủ đối với Mỹ.
Mới đầu phi công chiến đấu của Mỹ đều gọi tên lửa phòng không là "cột điện thoại" do Nga sản xuất. Tuy vậy, tên lửa S-75 đã gây được sự chú ý vào năm 1960 khi dùng để bắn hạ chiếc U-2 của Francis Gary Powers bay qua Liên Xô, và sau đó, trong cuộc khủng hoảng tên lửa Cuba, một hệ thống S-75 đã bắn hạ một chiếc U-2 khác (do Rudolf Anderson lái).
Tình hình đã thay đổi đáng kể sau khi đưa vào sử dụng hệ thống phòng không tinh vi của Liên Xô. 7658 tên lửa và 95 hệ thống tên lửa S-75 được chuyển giao từ năm 1965 đến năm 1972. Hầu hết số này được triển khai rộng rãi ở ngoại vi khu vực Hà Nội–Hải Phòng và các chuyến bay trinh sát và tình báo của Mỹ đã phát hiện ra việc sử dụng hệ thống S-75 gần như ngay lập tức vào ngày 5 tháng 4 năm 1965. Tháng 8 năm 1965, tên lửa SAM tầm cao đầu tiên khai hỏa nhắm vào Không quân Mỹ ngay trên bầu trời Việt Nam; trong số bốn máy bay phản lực F-4 Phantom II tham chiến đầu tiên, ba chiếc đã bị hạ gục. Trong những ngày đầu, phi công Mỹ tỏ ra bất lực nhưng ngay sau đó họ phát triển chiến thuật né tránh hệ thống tên lửa phòng không. Thao tác và chiến thuật né tránh tên lửa hung hãn được gọi đùa là "Khiêu vũ với tử thần". Các phi công thường chỉ có vài giây để phản ứng và thất bại đồng nghĩa với cái chết chắc chắn. Để tránh bị bắn trúng, phi công sẽ sử dụng các góc quay có G cao, bay ở tầm thấp và hướng về phía mặt trời (hòng đánh lừa thiết bị tìm kiếm hồng ngoại).
Giới chỉ huy Mỹ khá ngạc nhiên và ấn tượng rằng Việt Nam vốn được coi là một quốc gia quê mùa mà lại có thể vận hành hệ thống SAM tối tân như vậy. Người Mỹ không chỉ nghĩ ra chiến thuật mà còn quyết định trấn áp mối đe dọa do hệ thống phòng không mà Liên Xô cung cấp gây ra. Họ đã tạo ra các đơn vị đặc biệt được trang bị tên lửa chống bức xạ AGM-45 Shrike được thiết kế để tấn công radar phòng không của kẻ thù và các đơn vị đặc biệt, mang tên Wild Weasel, để sử dụng hệ thống vũ khí và chiến thuật mới. Bệ phóng của những tên lửa này là máy bay A-4 Skyhawk, A-6 Intruder, F-105 Thunderchief và F-4 Phantom II. Chuyên gia Liên Xô định kỳ nâng cấp hệ thống S-75 và cải thiện khả năng chống nhiễu của nó.